# 小果齿缘草
小果齿缘草（学名：Eritrichium sinomicrocarpum）为紫草科齿缘草属的植物，为中国的特有植物。分布于中国大陆的西藏等地，生长于海拔4,500米至4,600米的地区，一般生于山坡以及岩石表面，目前尚未由人工引种栽培。